# Ḍirār
Ḍirār (arabisch ضرار; geb. vor 850 unter dem Namen Khafīr; gest. September 891 oder März 892) war eine Sklavin und Konkubine des Abbasiden-Regenten al-Muwaffaq (842–891) sowie Mutter von al-Mu'tadid (um 860–902), des späteren sechzehnten Abbasiden-Kalifen (reg. 892–902).

## Leben
Ḍirār war eine Sklavin griechischer Herkunft und kam in den Besitz des jungen Abbasiden-Prinzen al-Muwaffaq (geb. 842). Sie wurden um das Jahr 860 Eltern eines gemeinsamen Sohnes namens Abu l-Abbas Ahmad, des späteren Kalifen al-Mu'tadid.
Die Inthronisierung ihres Sohnes am 5. April 902 erlebte sie nicht mehr, da sie bereits Ende des Dschumādā l-ūlā 278 AH (Anfang September 891) oder Ende März 892 verstarb. Sie wurde in Bagdad auf dem Friedhof von Ruṣāfah beigesetzt.

## Rezeption
Der persische Chronist Ibn Abī Ṭāhir Ṭayfūr (gest. 893) erwähnte sie in einem seiner Werke; der irakisch-abbasidische Geschichtsschreiber Ibn al-Sa‘i (1197–1276) in seinem Werk Die Frauen der Kalifen.